# Waldschattenspiel
Das Waldschattenspiel ist ein Brettspiel für Kinder ab etwa fünf Jahren. Erdacht wurde es von Walter Kraul, der es 1985 im Eigenverlag Kraul GmbH herausbrachte. Der Arbeitsausschuss Kinderspiel und Spielzeug zeichnete das Spiel mit dem Gütesiegel spiel gut aus. In der neu erschienenen Version von 1998 erhielt das verwendete Material (Spielbrett) eine Verbesserung.
Das Waldschattenspiel unterscheidet sich von anderen Kinder- und Brettspielen dadurch, dass es nur im Dunkeln gespielt werden kann. Beim Spielen wird mittels eines kleinen Holzschiebers ein Teelicht über das Feld geschoben – deshalb sollte immer ein Erwachsener dabei sein. Es ist als soziales Spiel konzipiert, bei dem man sich gegenseitig hilft. Gewonnen wird, wenn alle Mitspieler ihre Zwergenfiguren retten bzw. nach Hause schaffen konnten.

## Spielmaterial
Das Spielmaterial besteht aus Holz und Pappe. Neben den Holzfiguren gibt es einen beidseitig bedruckten Spielplan, einen Schieber, der auch mit Alufolie bespannt werden kann, einen sechsseitigen Würfel und zehn verschieden große zusammensteckbare Tannenbäume.

## Spielverlauf
Vom Waldschattenspiel existieren laut Spielregel zwei Varianten. Beide sind auf die Kooperation der Mitspieler ausgelegt. Da die brennende Lichtquelle eine Gefahr darstellen kann, wird seitens des Autors empfohlen, stets einen verantwortlichen Erwachsenen das Spiel beaufsichtigen zu lassen. Alternativ kann auch ein handelsübliches elektrisches Licht in der Form eines Teelichts ggfs. sogar mit Flackern genutzt werden. Das macht es sicherer.

### VarianteWaldlauf
Das Teelicht wird an einen festen Platz gestellt. Man würfelt reihum. Jeder muss durch den Wald laufen und am Ende über das Feuer springen. Wer dabei in den Schatten eines Baumes gerät, hat sich verirrt. Er kann nur durch einen Mitspieler gerettet werden, wenn dieser es schafft, mit Hilfe des mit Alufolie beklebten Schiebers Licht zu spenden.

### VarianteTreffen im Versteck
Hier gibt es einen Lichtführer (der Erwachsene), der das Licht im Laufe des Spiels mit dem Schieber entsprechend der Würfelergebnisse bewegt. Dabei muss er an einer Kreuzung ansagen, welchen der Waldwege er zu begehen gedenkt. Ziel der bis zu sieben mitspielenden Zwerge ist es, sich immer im Schatten zu bewegen und sich unter irgendeinem Baum zu treffen, ohne vom Licht verzaubert und dadurch gebannt und bewegungsunfähig gemacht zu werden. Wer verzaubert ist, kann erlöst werden, sobald ein anderer Mitspieler an die Stelle kommt, wenn durch das sich weiterbewegende Licht wieder Schatten eingetreten ist.

## Naturwissenschaftliche Komponente
Die Kinder lernen durch dieses Spiel nicht nur die Phänomene Licht und Schatten kennen, sondern beschäftigen sich auch mit Spiegelungen und Perspektiven sowie der Veränderung der Schatten durch eine sich bewegende Lichtquelle. Es fördert daher in besonderem Maße die wissenschaftliche Kompetenz im Kindergartenalter auf spielerische Weise.